# Felixstowe Porte Baby
Felixstowe Porte Baby — трехмоторная английская летающая лодка времен Первой мировой войны. Использовалась в роли воздушного авианосца.

## История создания и конструкция
Джон Порте экспериментировал с различными видами корпусов летающих лодок, создав самолёт Porte 1- основу самолётов F.1.и Felixstowe. Так же конструктор создавал сверхбольшую трехмоторную летающую лодку. Из- за своих впечатляющих размеров самолёт получил ироническое название Porte Baby (малышка Порта).
Корпус корабля- самолёта был покрыт листами фанеры. Кабина экипажа- закрытая. Крылья (конструкция биплана) имели неровный размах. Корабль имел три двигателя: боковые тянущие, а центральный- толкающий.
Лётной-технические характеристики
| Длина                 | 63 фута   |
| Размах крыла          | 124 фута  |
| Максимальная скорость | 87 миль/ч |
| Экипаж                | 5 человек |

## Летающий авианосец
Во время Первой мировой войны немецкие цеппелины, а также подводные лодки сильно досаждали англичанам. Начался поиск способов обнаружения и уничтожения техники врага.
Над одной из 12 Porte Baby был проведен эксперимент: гидросамолет был использован в качестве аэроматки.
Лодка была до оборудована для перевозки одного самолета Bristol Scout на верхнем крыле.
17 мая 1916 года прошли первые испытания. Самолет- носитель поднялся на высоту 300 метров, где Scout отделился и самостоятельно полетел.
Несмотря на то, что эксперимент был удачными, работы над проектом свернули.